# Aberdeenshire Cup
L'Aberdeenshire Cup è una competizione calcistica scozzese riservata alle formazioni affiliate all'Aberdeenshire and District Football Association, che opera nelle contee storiche dell'Aberdeenshire e Banffshire. Per motivi di sponsor è nota anche come Evening Express Aberdeenshire Cup.
È stata disputata per la prima volta nel 1887-1888 e fu vinta dall'Aberdeen. Questa squadra si fuse con il Victoria United e l'Orion, altri club vincitori del trofeo nelle prime edizioni, per dar vita all'attuale Aberdeen Football Club, che con 34 successi detiene il record di vittorie nella competizione.
La squadra campione in carica è il Fraserburgh, che ha battuto il Formartine United nella finale dell'edizione 2012-2013.

## Storia
Questa competizione, la prima e la più importante tra quelle organizzate dall'Aberdeenshire FA, nacque nel 1887. Alla prima edizione parteciparono Aberdeen, Orion, Caledonian, Aberdeen Athletic, Aberdeen Rovers, Aberdeen Rangers, Bon Accord, Black Diamond, Turriff Our Boys, Albert, Rosebery, Britannia, Granite City, Aberdeen City Wanderers e Balmoral.
Il presidente onorario della AFA, Maitland Moir, donò il trofeo, che divenne proprietà dell'Aberdeen dopo la terza vittoria, nel 1889-1890. Da allora viene messo in palio il secondo trofeo.

## Albo d'oro
- 1887-1888  Aberdeen
- 1888-1889  Aberdeen
- 1889-1890  Aberdeen
- 1890-1891  Orion
- 1891-1892  Victoria Utd
- 1892-1893  Victoria Utd
- 1893-1894  Victoria Utd
- 1894-1895  Orion
- 1895-1896  Victoria Utd
- 1896-1897  Orion
- 1897-1898  Aberdeen
- 1898-1899  Orion
- 1899-1900  Victoria Utd
- 1900-1901  Orion
- 1901-1902  Aberdeen
- 1902-1903  Victoria Utd
- 1903-1904  Aberdeen
- 1904-1905  Aberdeen
- 1905-1906  Peterhead
- 1906-1907  Aberdeen
- 1907-1908  Aberdeen
- 1908-1909  Aberdeen
- 1909-1910  Aberdeen
- 1910-1911  Fraserburgh
- 1911-1912  Aberdeen
- 1912-1913  Aberdeen
- 1913-1914  Aberdeen
- 1914-1915  Aberdeen
- 1915-1919 sospesa a causa della prima guerra mondiale
- 1919-1920  Aberdeen
- 1920-1921  Aberdeen University
- 1921-1922  Aberdeen
- 1922-1923  Aberdeen
- 1923-1924  Aberdeen
- 1924-1925  Aberdeen
- 1925-1926  Aberdeen
- 1926-1927  Aberdeen
- 1927-1928  Aberdeen
- 1928-1929  Aberdeen
- 1929-1930  Aberdeen
- 1930-1931  Aberdeen
- 1931-1932  Aberdeen
- 1932-1933  Aberdeen
- 1933-1934  Aberdeen
- 1934-1935  Peterhead
- 1935-1936  Keith
- 1936-1937  Buckie Thistle
- 1937-1938  Peterhead
- 1938-1939  Buckie Thistle
- 1939-1945 sospesa a causa della seconda guerra mondiale
- 1945-1946  Buckie Thistle
- 1946-1947  Peterhead
- 1947-1948  Deveronvale
- 1948-1949  Peterhead
- 1949-1950  Peterhead
- 1950-1951  Deveronvale
- 1951-1952  Deveronvale
- 1952-1953  Buckie Thistle
- 1953-1954  Buckie Thistle
- 1954-1955  Buckie Thistle
- 1955-1956  Fraserburgh
- 1956-1957  Buckie Thistle
- 1957-1958  Keith
- 1958-1959  Peterhead
- 1959-1960  Keith
- 1960-1961  Huntly
- 1961-1962  Deveronvale
- 1962-1963  Peterhead
- 1963-1964  Fraserburgh
- 1964-1965  Peterhead
- 1965-1966  Deveronvale
- 1966-1967  Keith
- 1967-1968  Peterhead
- 1968-1969  Peterhead
- 1969-1970  Peterhead
- 1970-1971  Peterhead
- 1971-1972  Peterhead
- 1972-1973  Fraserburgh
- 1973-1974  Keith
- 1974-1975  Peterhead
- 1975-1976  Fraserburgh
- 1976-1977  Peterhead
- 1977-1978  Keith
- 1978-1979  Peterhead
- 1979-1980  Keith
- 1980-1981  Aberdeen
- 1981-1982  Aberdeen
- 1982-1983  Aberdeen
- 1983-1984  Peterhead
- 1984-1985  Buckie Thistle
- 1985-1986  Huntly
- 1986-1987  Buckie Thistle
- 1987-1988  Aberdeen
- 1988-1989  Peterhead
- 1989-1990  Aberdeen
- 1990-1991  Aberdeen
- 1991-1992  Huntly
- 1992-1993  Aberdeen
- 1993-1994  Huntly
- 1994-1995  Deveronvale
- 1995-1996  Huntly
- 1996-1997  Fraserburgh
- 1997-1998  Aberdeen
- 1998-1999  Peterhead
- 1999-2000  Huntly
- 2000-2001  Deveronvale
- 2001-2002  Cove Rangers
- 2002-2003  Aberdeen
- 2003-2004  Aberdeen
- 2004-2005  Aberdeen
- 2005-2006  Buckie Thistle
- 2006-2007  Deveronvale
- 2007-2008  Buckie Thistle
- 2008-2009  Keith
- 2009-2010  Buckie Thistle
- 2010-2011  Cove Rangers
- 2011-2012  Deveronvale
- 2012-2013  Fraserburgh
- 2013-2014  Formartine Utd
- 2014-2015  Fraserburgh
- 2015-2016  Fraserburgh
- 2016-2017  Buckie Thistle

## Vittorie per club
| Squadra             | Vittorie | Ultimo successo |
| ------------------- | -------- | --------------- |
| Aberdeen            | 34       | 2005            |
| Peterhead           | 20       | 1999            |
| Buckie Thistle      | 13       | 2017            |
| Fraserburgh         | 10       | 2016            |
| Deveronvale         | 9        | 2012            |
| Keith               | 7        | 2009            |
| Huntly              | 6        | 2000            |
| Victoria Utd        | 6        | 1903            |
| Orion               | 5        | 1901            |
| Aberdeen            | 5        | 1902            |
| Cove Rangers        | 2        | 2011            |
| Formartine Utd      | 1        | 2014            |
| Aberdeen University | 1        | 1921            |